# Jan XV
Jan XV (łac. Ioannes XV, ur. w Rzymie, zm. w marcu 996 tamże) – papież w okresie od sierpnia 985 do marca 996.

## Życiorys
Urodził się w Rzymie, był synem kapłana Leona; przed wyborem na papieża był kardynałem-prezbiterem od św. Witalisa. Został papieżem po śmierci antypapieża Bonifacego VII, w wyniku nominacji Jana Krescencjusza, głowy arystokratycznego rodu.
1 marca 991 roku podjął się mediacji i doprowadził do pokojowego rozstrzygnięcia konfliktu pomiędzy Etelredem II, a Ryszardem I. W 992 roku Mieszko I oddał państwo polskie pod opiekę Państwa Kościelnego, w celu zapewnienia mu lepszej obrony przed Niemcami i Czechami. Na synodzie laterańskim, Jan kanonizował Ulryka z Augsburga – był to pierwszy przypadek w historii, gdy papież dokonał kanonizacji. W czerwcu 991 odbył synod w Verzy, na którym papież interweniował w sprawie odwołania biskupa Reims Arnulfa i powołania na jego miejsce Gerberta z Aurillac (późniejszego papieża Sylwestra II). Mimo sprzeciwu biskupów francuskich i króla Hugona Kapeta, Jan odwołał Gerberta w 995 roku. Po śmierci regentki Teofany w 991 i Jana Krescencjusza w 998 roku, władzę nad papiestwem przejął tyraniczny Krescencjusz II Nomentanus. Stłamszony i znienawidzony Jan musiał uciekać do Sutri i prosić małoletniego cesarza Ottona III o pomoc. Wiadomość ta skłoniła Krescencjusza II i arystokrację do pojednania z papieżem, który wrócił do Rzymu i został tam przyjęty z honorami. Wkrótce potem Otton III postanowił przyjechać do Rzymu, lecz zanim tam dotarł Jan XV zmarł na febrę.
Jan XV był oskarżany o chciwość, a ponieważ otaczał się wyłącznie arystokratami i ulegał nepotyzmowi, faworyzując swoich krewnych, wzbudził niechęć duchowieństwa i ludu rzymskiego.

## Związek z Polską
Papież Jan XV wymieniony jest w dokumencie Dagome iudex, przypisywanym Mieszkowi I.